# Гап (округ)
Округ Гап (фр. Arrondissement de Gap) — округ у Франції, в департаменті Верхні Альпи. 2023 року округ об'єднував 126 муніципалітетів, населення становило 107 029 осіб.
Адміністративний центр (супрефектура) — Гап.

## Муніципалітети
Список муніципалітетів округу та їхні коди INSEE:
1. Авансон (05011)
2. Амбрен (05046)
3. Ансель (05004)
4. Аспр-ле-Кор (05009)
5. Аспр-сюр-Бюеш (05010)
6. Аспремон (05008)
7. Баратьє (05012)
8. Барре-сюр-Меуж (05014)
9. Барсійоннетт (05013)
10. Брезьє (05022)
11. Бюїссар (05025)
12. Валь-Бюек-Меуж (05118)
13. Вальдуль (05024)
14. Вальсерр (05176)
15. Вантавон (05178)
16. Вейн (05179)
17. Віллар-Луб'єр (05182)
18. Вітроль (05184)
19. Гап (05061)
20. Гард-Коломб (05053)
21. Деволюї (05139)
22. Еспаррон (05049)
23. Еспінасс (05050)
24. Етуаль-Сен-Сірис (05051)
25. Еурр (05047)
26. Жарже (05068)
27. Креву (05044)
28. Кро (05045)
29. Ла-Баті-Монсалеон (05016)
30. Ла-Баті-Нев (05017)
31. Ла-Баті-В'єй (05018)
32. Ла-Бом (05019)
33. Ла-Мотт-ан-Шамсор (05090)
34. Ла-От-Бом (05066)
35. Ла-П'ярр (05102)
36. Ла-Рош-дез-Арнод (05123)
37. Ла-Рошетт (05124)
38. Ла-Сольс (05162)
39. Ла-Фар-ан-Шамсор (05054)
40. Ла-Форі (05055)
41. Ла-Фрессінуз (05059)
42. Ла-Шапель-ан-Вальгодемар (05064)
43. Лазе (05073)
44. Лай (05072)
45. Ларань-Монтеглен (05070)
46. Лардьєр-е-Валанса (05071)
47. Ле-Берсак (05021)
48. Ле-Глезій (05062)
49. Ле-Нуає (05095)
50. Ле-Пое (05103)
51. Ле-Се (05158)
52. Ле-Соз-дю-Лак (05163)
53. Лез-Орр (05098)
54. Л'Епін (05048)
55. Леттре (05074)
56. Мантеє (05075)
57. Мерей (05076)
58. Монбран (05080)
59. Монгарден (05084)
60. Монетьєр-Альмон (05078)
61. Монже (05086)
62. Монклю (05081)
63. Монмор (05087)
64. Монрон (05089)
65. Муайдан (05091)
66. Нефф (05092)
67. Носсаж-е-Беневан (05094)
68. Обессань (05039)
69. Оз (05099)
70. Орп'єрр (05097)
71. Орсьєр (05096)
72. Пельотьє (05100)
73. Поліньї (05104)
74. Прюньєр (05106)
75. Пюї-Саньєр (05111)
76. Пюї-Сент-Езеб (05108)
77. Рабу (05112)
78. Рамбо (05113)
79. Реаллон (05114)
80. Ремоллон (05115)
81. Рибейре (05117)
82. Розан (05126)
83. Рошбрюн (05121)
84. Руссе (05127)
85. Савін-ле-Лак (05164)
86. Савурнон (05165)
87. Салеон (05159)
88. Салеран (05160)
89. Сен-Бонне-ан-Шамсор (05132)
90. Сен-Жак-ан-Вальгодмар (05144)
91. Сен-Жан-Сен-Нікола (05145)
92. Сен-Жульєн-ан-Бошен (05146)
93. Сен-Жульєн-ан-Шамсор (05147)
94. Сен-Леже-ле-Мелез (05149)
95. Сен-Лоран-дю-Кро (05148)
96. Сен-Мішель-де-Шайоль (05153)
97. Сен-Морис-ан-Вальгодмар (05152)
98. Сен-П'єрр-Аве (05155)
99. Сен-П'єрр-д'Аржансон (05154)
100. Сен-Совер (05156)
101. Сен-Фірмен (05142)
102. Сент-Андре-д'Амбрен (05128)
103. Сент-Андре-де-Розан (05129)
104. Сент-Аполлінер (05130)
105. Сент-Етьєнн-ле-Ло (05140)
106. Сент-Коломб (05135)
107. Сент-Обан-д'Оз (05131)
108. Серр (05166)
109. Сіготьє (05167)
110. Сігуає (05168)
111. Сорб'є (05169)
112. Таллар (05170)
113. Тею (05171)
114. Треклеу (05172)
115. Форе-Сен-Жульєн (05056)
116. Фуюз (05057)
117. Фюрмеє (05060)
118. Шабестан (05028)
119. Шаботт (05029)
120. Шамполеон (05032)
121. Шанусс (05033)
122. Шатов'є (05037)
123. Шатонеф-д'Оз (05035)
124. Шатору-лез-Альп (05036)
125. Шорж (05040)
126. Юпе (05173)